# Список президентов Иллинойсского университета
Должность президента системы Иллинойсских университетов (три кампуса: в Урбане-Шампейне, в Чикаго и в Спрингфилде) была учреждена 12 марта 1867 года. Президент является главным исполнительным директором и членом профессорско-преподавательского состава каждого из его колледжей, школ, институтов и подразделений. Он избирается Советом попечителей Иллинойсского университета и отвечает перед ними за функционирование системы. Президент готовит бюджеты для представления Совету, рекомендует членов Совета для назначения на должности в университетах и отвечает за соблюдение правил и положений университетов. По рекомендации каждого университета и по поручению попечителей выдает дипломы о присвоении учёных степеней.
Со дня основания до 1894 года эта должность именовалась «регент», но затем была изменена на «президент».
По состоянию на август 2021 года президентом Иллинойсского университета является Тимоти Киллин, по данным 2020 года за свою работу он получал 835 000 долларов в год. Количество президентских сроков и их продолжительность не ограничивается.

## Список
| № п/п | Годы президентства | Имя Годы жизни                          | Фото | Комментарии, ссылки |
| ----- | ------------------ | --------------------------------------- | ---- | --- |
| 1     | 1867—1880          | Джон Милтон Грегори (1822—1898)         |      | Ранее был президентом Колледжа Каламазу. |
| 2     | 1880—1891          | Селим Пибоди (1829—1903)                |      | |
| 3     | 1891—1894          | Томас Джонатан Бёррилл (1839—1916)      |      | |
| 4     | 1894—1904          | Эндрю Слоан Дрейпер (1848—1913)         |      | Покинул пост, чтобы стать первым Комиссаром образования штата Нью-Йорк. |
| 5     | 1904—1920          | Эдмунд Джейнс Джеймс (1855—1925)        |      | Ранее был президентом Северо-Западного университета, основателем и первым президентом Американской академии политических и социальных наук.                                             |
| 6     | 1920—1930          | Дэвид Кинли (1861—1944)                 |      | Ранее был президентом Американской экономической ассоциации. |
| 7     | 1930—1933          | Гарри Вудбёрн Чейз (1883—1955)          |      | Ранее был президентом Университета Северной Каролины в Чапел-Хилле. Покинул пост, чтобы стать президентом Нью-Йоркского университета.                                                   |
| 8     | 1933—1934          | Артур Хилл Дэниелс (? — ?)              |      | Являлся исполняющим обязанности президента. |
| 9     | 1934—1946          | Артур Каттс Уиллард (1878—1960)         |      | |
| 10    | 1946—1953          | Джордж Динсмор Стоддард (1897—1981)     |      | Ранее был президентом зонтичной организации «Университет штата Нью-Йорк». Отстранён от должности президента Иллинойсского университета Советом попечителей в связи с вотумом недоверия. |
| 11    | 1953—1955          | Ллойд Мори (1886—1965)                  |      | Первый президент Университета, которые его же ранее и окончил. В 1953—1954 гг. — исполняющий обязанности.                                                                               |
| 12    | 1955—1971          | Дэвид Доддс Генри ? — между 1974 и 1984 |      | Ранее был президентом Университета Уэйна и «исполнительным вице-канцлером» Нью-Йоркского университета.                                                                                  |
| 13    | 1971—1979          | Джон Эдвард Корбалли (1924—2004)        |      | Ранее был канцлером Сиракузского университета. Покинул пост, чтобы стать президентом Фонда Макартуров.                                                                                  |
| 14    | 1979—1995          | Стэнли Айкенберри (1935—2025)           |      | |
| 15    | 1995—2005          | Джеймс Стакел (род. 1937)               |      | |
| 16    | 2005—2009          | Бернард Джозеф Уайт (род. 1947)         |      | Отстранён от должности в связи со скандалом. |
| 17    | 2009—2010          | Стэнли Айкенберри (1935—2025)           |      | «Назначенный временный президент» на протяжении восьми месяцев. |
| 18    | 2010—2012          | Майкл Хоган (род. 1943)                 |      | Ранее был президентом Коннектикутского университета. |
| 19    | 2012—2015          | Роберт Истер (? — ?)                    |      | |
| 20    | 2015 — н. в.       | Тимоти Лоренс Киллин (род. 1952)        |      | |